# 蘭嶼吻鰕虎
蘭嶼吻鰕虎（学名：Rhinogobius lanyuensis）为背眼鰕虎科吻鰕虎魚屬下的一个种，全長4至10公分，主要棲息於蘭嶼主要溪流的中下游清澈水域，另在臺灣本島東部也有可能的分布紀錄。

## 扩展阅读
- 維基物種上的相關：蘭嶼吻鰕虎